# Juan Alcaide
Juan Alcaide Sánchez (Valdepeñas, 21 de septiembre de 1907 - ibídem, 12 de julio de 1951) fue un poeta español, perteneciente a la Primera generación de posguerra o Generación de 1936.

## Biografía
Hijo póstumo del agricultor Juan Vicente Alcaide Gigante y de Carmen Sánchez Ruiz, se educó con su madre viuda y su tía, modistas de profesión. En 1925 fue becado por el Ayuntamiento en vista de sus excelentes notas para estudiar Magisterio en Ciudad Real, y obtuvo el título en 1927. Enseñó durante un tiempo en Valdepeñas y en 1930 publicó Colmena y pozo, su primer libro de poemas, costeado por suscripción popular e ilustrado por el pintor Gregorio Prieto, también valdepeñero, donde son patentes las influencias de Antonio Machado y Federico García Lorca; recibió los elogios del primero en una carta al enviarle un ejemplar: "Es usted un verdadero poeta". Ganó las oposiciones en 1931 y tomó posesión en la escuela de la aldea de Mouruás (Orense), donde permaneció tres años. En 1933 apareció Llanura y en 1934 le concedieron el traslado a Puerto Lápice (Ciudad Real). Pasó la Guerra Civil en el bando republicano y destinado en Valdepeñas y Almadén, escribiendo poemas y prosas de circunstancia para las revistas del frente. Un mes antes del estallido de la contienda publicó en Madrid La noria del agua muerta, un libro de poemas donde son temas principales el paisaje manchego y el amor a una mujer, al que seguiría en 1938 un homenaje a Federico García Lorca, Mimbres de pena, publicado en Buenos Aires. 
Al acabar la guerra en 1939, la comisión depuradora del Magisterio de Ciudad Real le suspendió de empleo y sueldo durante algunos meses. Según Francisco Gómez-Porro, "patético y revelador documento en el que manifestaba su rechazo a los desmanes de la "furia roja" fue el Pliego de descargos que dirigió a dicha comisión". En 1941 desempeñó la cátedra de lengua y literatura en el Instituto de Enseñanza Media de Valdepeñas y regresó más tarde a Puerto Lápice, donde permaneció hasta 1944. Lleno de tribulaciones y de un angustioso deseo de redención ante los ojos de sus inquisidores publicó Ganando el pan en 1942, su libro más polémico y discutido, "a cuyo través, complejo y terrible, se han querido enterrar muchos de los méritos de la obra" (Gómez-Porro, op. cit.). En este libro es visible la exaltación patriótica y religiosa característica de la época. Desde 1944 colaboró en numerosos periódicos y revistas y mantuvo estrechas relaciones con diversos artistas y jóvenes poetas de entonces, entre los que destacan algunos miembros del grupo postista, como Carlos Edmundo de Ory y Ángel Crespo, o el pintor Gregorio Prieto. Por esos años, su poesía deriva hacia una cierta angustia religiosa y existencial, sin dejar por ello de ser fiel a la influencia de Antonio Machado, a la que habría que sumar también la de Miguel de Unamuno. En 1945 publicó los Poemas de la cardencha en flor y en 1947 los de La trilogía del vino. En 1948 tomó posesión de la Escuela Unitaria de Niños número seis de Valdepeñas. En 1950 ingresó en el Instituto de Estudios Manchegos y el Ayuntamiento de Valdepeñas le nombró hijo predilecto de la ciudad publicándole en Madrid el que fue su último libro, Jaraiz, uno de los mejores intentos de darle "un paisaje lírico a La Mancha", y que contiene algunos de sus poemas más significativos. Enfermó de tuberculosis y murió en su ciudad natal a los cuarenta y tres años, dejando abundante obra inédita.
Tras esa fecha han aparecido algunas antologías (1954, 1973 y 1976), una comedia, Lo que se lleva el camino, rescatada por Luis de Cañigral en 1980, y, por fin, su Poesía completa, editada por la Biblioteca de Autores Manchegos en 1993. Un libro póstumo, La octava palabra, fue editado por Emilio Ruiz Parra en Jaén, 1953. Con motivo del cincuentenario de su muerte, la Asociación de Amigos de Juan Alcaide, fundada en 1994 para difundir la obra del poeta valdepeñero, publicó otro libro inédito, Íntimo trébol, en 2001. El libro, editado por Julián Creis Córdoba y Matías Barchino, aparece dividido en tres partes: «Otra vez la campana...», dedicada a Galicia y fechada entre 1932 y 1942; «Crucifixión ardiente de Sevilla», escrita probablemente en 1940, y «Pasión y soledad de Miguel Alvargonzález», dedicada a Antonio Machado y fechada en 1942. Ese mismo año también apareció una recopilación de sus poemas para el público infantil, realizada por Nieves Fernández, titulada Trillos y vilanos con actividades de animación a la lectura y la editorial Adonais publicó una antología de sus sonetos con prólogo de Luis Jiménez Martos, titulada 50 años, 50 sonetos. En julio de 2001, con ocasión del cincuentenario de la muerte del autor, el grupo musical "Espliego" publicó un disco con poemas musicados del autor, titulado El libro de Juan Alcaide.

## Análisis de su obra
Miembro de la Generación de 1936 dentro de la llamada poesía arraigada, su poesía inviste el clasicismo y la rehumanización de esta corriente y lleva patente la impronta machadiana con algún influjo poético de Gustavo Adolfo Bécquer y Gabriel y Galán. Fue un gran sonetista y esmaltó su verso con palabras que saben a terruño castizo, entre las coordenadas temáticas del paisajismo, el amor, Dios, el vino, La Mancha y los poetas y artistas amigos. Colaboró en la revista Garcilaso. Juventud creadora, (1943-1946), en El Pájaro de paja. Carta circular de la Poesía, editada en Madrid (1950-1956) y en Poesía Española (1952-1971), pero evolucionó hacia los contenidos existenciales de la desarraigada al igual que Luis Rosales, Dionisio Ridruejo y otros. La lírica de Juan Alcaide, en palabras de Ángel Crespo, "no tenía nada que envidiar a la de Miguel Hernández", si bien, según el mismo crítico, no llegó a trascender los estrechos límites en que fue concebida (Ángel Crespo le reprochó siempre no haber apoyado con suficiente fuerza el Postismo que él intentó impulsar en Ciudad Real y para lo cual recabó su ayuda). El mundo poético de Juan Alcaide se construye a partir del paisaje, las costumbres, las palabras y los hombres de su tierra manchega, a los que dota de contenido trascendente y de honda profundidad humana.
Si bien casi toda su obra hunde sus raíces en La Mancha, con la que el autor se identifica conscientemente («Tierra manchega, mi cuerpo; / el río Guadalquivir / y el Jabalón van por dentro», llega a escribir, por ejemplo, en un poema titulado «Autorretrato»), según señala oportunamente Víctor García de la Concha en La poesía española de 1935 a 1975, Juan Alcaide «está reclamando una lectura que trascienda su fácil clasificación como poeta manchego». De hecho, en sus mejores momentos, logra trascender todo localismo y darle a sus versos un hondo sentido universal, gracias, entre otras cosas, a la feliz mezcla de la tradición poética culta desde el Barroco al Romanticismo y Modernismo con diversos elementos tomados del lenguaje rural y castizo y de la cultura popular. Lo que no impide que su obra pueda considerarse también el inicio de una cierta corriente ruralista, dentro de la poesía manchega, que sin duda ha tenido muchos seguidores y discípulos a lo largo de las cinco últimas décadas, por ejemplo Vicente Cano, alma nutricia del grupo Guadiana.

## Obra poética
- Colmena y pozo, Ilustrado por Gregorio Prieto. Valdepeñas, Mendoza, 1930.
- Llanura, Valdepeñas, Mendoza, 1933.
- La noria del agua muerta, M., Yunque, 1936.
- Mimbres de pena, Bs. As., Revista Americana de Buenos Aires, 1937.
- Ganando el pan, Ciudad Real, Tip. Alpha, 1942 (Prólogo de Francisco Rodríguez Marín).
- Poemas de la cardencha en flor, B., Jabalón, 1947.
- La trilogía del vino. Dibujos de Gregorio Prieto. Valdepeñas, Jabalón, 1948.
- Jaraiz, M., Afrodisio Aguado, 1950.
- La octava palabra, Jaén, Aljaba, 1953 (Póstumo. Edición de Emilio Ruiz Parra).
- Antología poética, Ciudad Real, Instituto de estudios manchegos, 1954 (Prólogo de Antonio Merlo Delgado).
- Juan Alcaide en su verso, Madrid, Ínsula, 1973 (Presentación de Antonio Sánchez Ruiz y Emilio Ruiz Parra. Con dibujos de Gregorio Prieto).
- Antología poética, Madrid, Doncel, 1976 (Presentación de F. Martínez Ruiz).
- "Lo que se lleva el camino: una comedia inédita de Juan Alcaide", edición e introducción de Luis de Cañigral, Almud, I, 1980, págs. 121-167.
- Poesía completa (1907-1951), Ciudad Real, Diputación, 1993.
- Mimbres de pena. 2ª edición. España., Valdepeñas, Asociación Amigos de Juan Alcaide, 1998. (Prólogo de Matías Barchino. Con facsímil del manuscrito original).
- Íntimo trébol, Valdepeñas, Asociación Amigos de Juan Alcaide, 2001 (con facsímil del manuscrito original).
- Trillos y vilanos. Antología de poemas para niños y jóvenes, Valdepeñas, Asociación Amigos de Juan Alcaide, 2001. (Selección de Nieves Fernández. Prólogo de Matías Barchino).
- Cincuenta años. Cincuenta poemas (Antología), Madrid, Rialph, 2001.
- Poemas de vino, bodega y cercao (Antología), Valdepeñas, Asociación Amigos de Juan Alcaide, 2007. (Prólogo de Luis López Anglada).

## Enlaces
- Asociación de Amigos de Juan Alcaide

- Datos: Q5947065